# 농캠

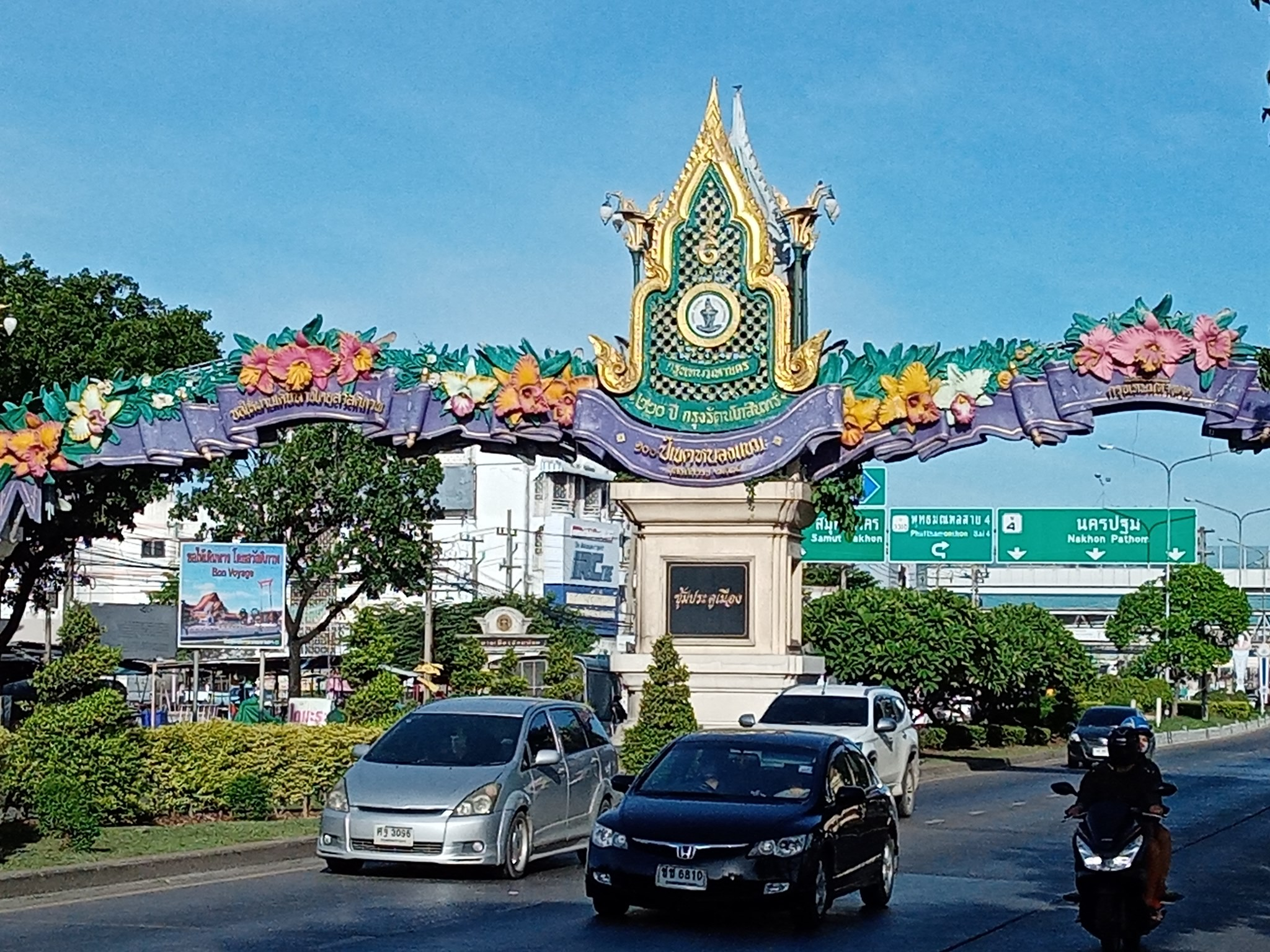

농캠(หนองแขม)은 방콕의 행정 구역이다. 이 지역의 총 인구 수는 2017년 기준으로 155722명이다. 인구 밀도는 4,346.74km2이다. 타위왓타나, 방캐, 방본, 사뭇사콘주 끄라툼밴군, 삼프란군, 풋타몬톤군, 나콘빠톰주와 경계하고 있다. 방콕의 서쪽 가장 끝에 위치한다.

## 행정 구역
| 1. | Nong Khaem      | หนองแขม   |  |
| 2. | Nong Khang Phlu | หนองค้างพลู |  |